# Svetovno prvenstvo športnih dirkalnikov sezona 1954
Svetovno prvenstvo športnih dirkalnikov 1954 je bila druga sezona Svetovnega prvenstva športnih dirkalnikov, ki je potekalo med 24. januarjem in 23. novembrom 1954. Naslov konstruktorskega prvaka je osvojil Ferrari.

## Spored dirk
| Št | Ime                   | Dirkališče                    | Datum               |
| -- | --------------------- | ----------------------------- | ------------------- |
| 1  | 1000 km Buenos Airesa | Autódromo 17 de Octubre       | 24. januar          |
| 2  | 12 ur Sebringa        | Sebring International Raceway | 7. marec            |
| 3  | Mille Miglia          | Brescia                       | 2. maj              |
| 4  | 24 ur Le Mansa        | Circuit de la Sarthe          | 12. junij 13. junij |
| 5  | Dundrod 150           | Dundrod                       | 11. september       |
| 6  | Carrera Panamericana  | Veracruz                      | 23. november        |

## Rezultati

### Po dirkah
| Št | Dirkališče   | Zmag. moštvo                              | Poročilo |
| Št | Dirkališče   | Zmag. dirkač(a)                           | Poročilo |
| -- | ------------ | ----------------------------------------- | -------- |
| 1  | Buenos Aires | Scuderia Ferrari                          | Poročilo |
| 1  | Buenos Aires | Giuseppe Farina Umberto Maglioli          | Poročilo |
| 2  | Sebring      | Briggs Cunningham                         | Poročilo |
| 2  | Sebring      | Bill Lloyd Stirling Moss                  | Poročilo |
| 3  | Brescia      | Scuderia Lancia                           | Poročilo |
| 3  | Brescia      | Alberto Ascari                            | Poročilo |
| 4  | La Sarthe    | Scuderia Ferrari                          | Poročilo |
| 4  | La Sarthe    | José Froilán González Maurice Trintignant | Poročilo |
| 5  | Dundrod      | Scuderia Ferrari                          | Poročilo |
| 5  | Dundrod      | Mike Hawthorn Maurice Trintignant         | Poročilo |
| 6  | Veracruz     | Erwin Goldschmidt                         | Poročilo |
| 6  | Veracruz     | Umberto Maglioli                          | Poročilo |

### Konstruktorsko prvenstvo
Točkovanje po sistemu 8-6-4-3-2-1, točke dobi le najbolje uvrščeni dirkalnik posameznega konstruktorja.
| Poz | Konstruktor   | 1. | 2. | 3. | 4. | 5. | 6. | Skupaj |
| --- | ------------- | -- | -- | -- | -- | -- | -- | ------ |
| 1   | Ferrari       | 8  |    | 6  | 8  | 8  | 8  | 32     |
| 2   | Lancia        |    | 6  | 8  |    | 6  |    | 20     |
| 3   | Jaguar        | 3  |    |    | 6  | 1  |    | 10     |
| 4   | O.S.C.A.      |    | 8  |    |    |    |    | 8      |
| 5   | Maserati      | 1  |    | 4  |    | 2  |    | 7      |
| 6   | Porsche       |    |    | 1  |    |    | 4  | 5      |
| 7   | Cunningham    |    |    |    | 4  |    |    | 4      |
| 7   | Austin-Healey |    | 4  |    |    |    |    | 4      |
| 7   | Aston Martin  | 4  |    |    |    |    |    | 4      |
| 10  | HWM           |    |    |    |    | 3  |    | 3      |
| 11  | Kieft         |    | 1  |    |    |    |    | 1      |
| 11  | Gordini       |    |    |    | 1  |    |    | 1      |